# Mikrométer (mérőeszköz)

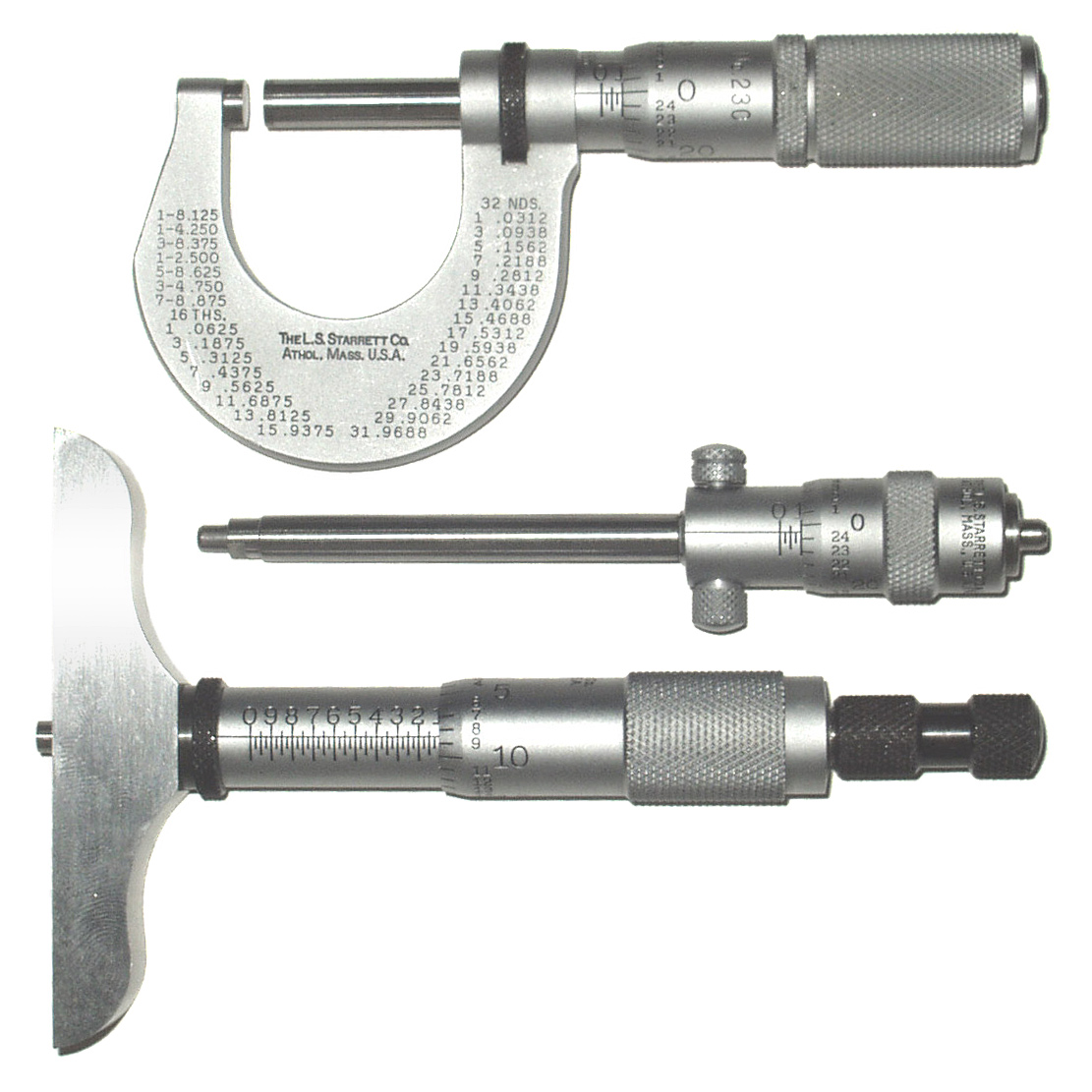
Mikrométerek.

A mikrométer (paránymérő) precíziós hosszmérő műszer, mely elsősorban a gépiparban használatos, leolvasási pontossága nagyobb, mint a tolómércéé, általában 0,01 mm, de ritkán akár 0,001mm lehet. Tehát a nevével ellentétben nem milliomodméteres pontosságú.

## Működési elve
A mikrométer precíziósan megmunkált csavarból és anyából áll, melynek menetemelkedése általában 0,5 mm. A csavarszár milliméteres beosztású skáláján leolvashatók az egész és fél milliméterek. A csavarszár kerületén, mely esetenként nóniusz skálával van ellátva, 50 részre van osztva, ezen a milliméter tört részeit lehet leolvasni, egy osztás 0,01 mm-nek felel meg. Angolszász mértékegységekre készült mikrométerek esetén a menetemelkedés 0,025 in (hüvelyk), azaz egy inchre 40 menet esik. Az orsó kerületének skálája 25 részre van osztva, egy osztás 0,001 inchnek felel meg. Ha a csavarszáron nóniusz skála is van, úgy a leolvasás pontossága metrikus mikrométer esetén 0,001 mm, angolszász mértékegységek esetén pedig 0,0001 in. Újabban digitális leolvasású mikrométereket is gyártanak.
| - Egyszerű mikrométer -   | Mikrométer nóniusz skálával |
| ------------------------- | --------------------------- |
| 5,78 mm                   | 5,783 mm nóniusszal         |
| Leolvasott méret: 5,78 mm | Leolvasott méret: 5,783 mm  |

A mikrométereket a tolómércékhez hasonlóan rögzítő szerkezettel is ellátják, hogy a beállított méret a leolvasásig ne változhasson. Mivel a csavar befeszítésével helytelen kezelés esetén igen nagy mérőerő is alkalmazható, egyes mikrométereket nyomaték-határoló szerkezettel látnak el. Ez tulajdonképpen egy súrlódó tengelykapcsoló, mely a beállítottnál nagyobb nyomaték esetén old.

## A mikrométerek fajtái
Különböző célokra más más mikrométereket használnak. 
- Külső mikrométer mérőpofái síkok. Több méretben készülnek, például a következő mérési tartományokra:
  - 0–25 mm, 25–50 mm, 50–75 mm, 75–100 mm.
  - a mérés leolvasását lehetővé tevő hengeres szerkezetet általában csak 0–25 mm-es tartományban gyártják, és a méréstartományt a kengyel által meghatározott mérettel bővítik ki, így alakulnak ki a 25 mm-es méréstartomány lépcsők.
- Pontmikrométer. Ez külső mikrométer kúpos mérőpofákkal.
- Belső mikrométer
- Furatmélység-mikrométer

## A mikrométer története
A mikrométer a görög micros (kicsi) és metron (mér) szavak újkori összetételéből származik. Elsőként az angol William Gascoigne alkalmazta a 17. században a nóniusz továbbfejlesztéseként csillagászati teleszkópon, a csillagok szögtávolságának pontos mérése céljából. Hosszmérések céljára először a francia Jean Laurent Palmer készített mikrométert 1848-ban Párizsban. Angolszász országokban tömegtermelését először a Brown & Sharpe cég indította be 1867-ben.